# Canis lupus pallipes
Loup des Indes
Sous-espèce
Statut CITES
Canis lupus pallipes, le Loup des Indes, est une sous-espèce de Canis lupus vivant en Inde et au Moyen-Orient.

## Répartition

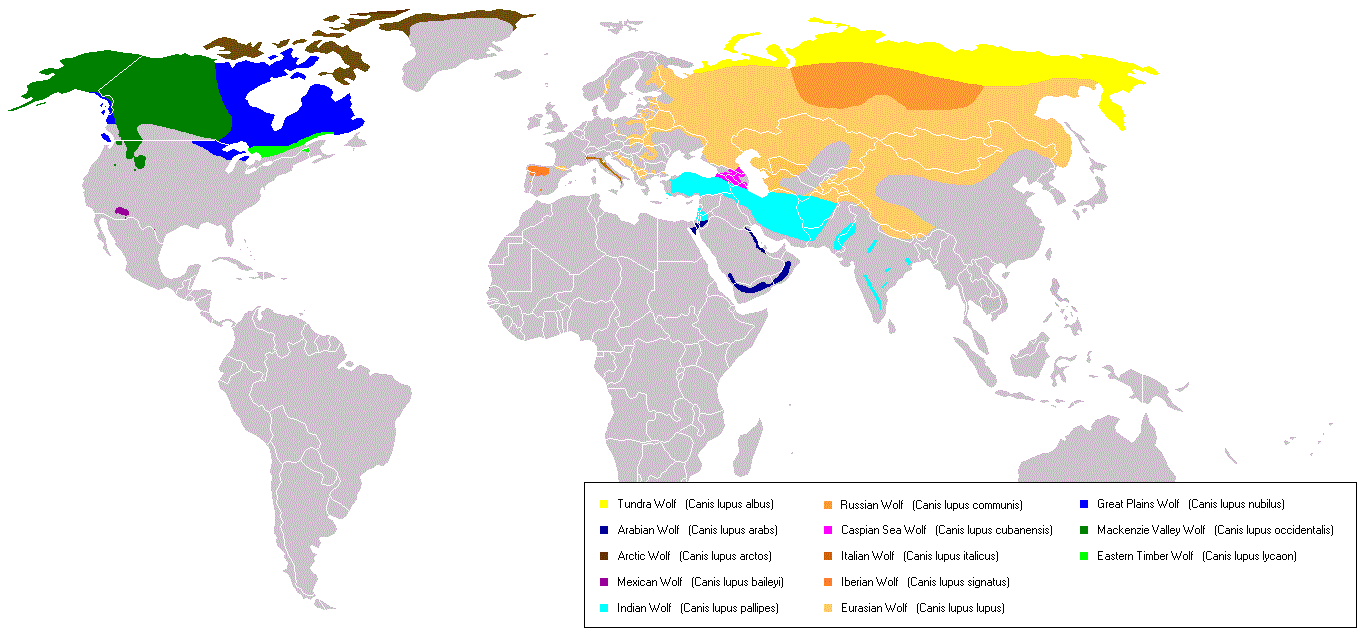
Aire de répartition de Canis lupus pallipes.

L'aire de répartition de cette sous-espèce recouvre l'Inde et le Moyen-Orient

## Systématique
Cette sous-espèce est décrite par le zoologiste britannique William Henry Sykes, en 1831.
Ce taxon porte en français le nom vernaculaire ou normalisé « Loup des Indes ». À ne pas confondre avec Canis indica qui serait une espèce à part entière comme le montre l'étude (notamment sur l'ARNr 16S) de Aggarwal, Kivisild, Ramadevi & Singh en 2007.